# 稚児の剣法
『稚児の剣法』（ちごのけんぽう）は、1927年（昭和2年）製作・公開、犬塚稔監督による日本の長篇劇映画、サイレント映画、時代劇の剣戟映画である。のちの長谷川一夫、当時林長二郎の映画デビュー作であり、犬塚稔の監督昇進第1作である。

## あらすじ
旗本五百石の二男坊で前髪姿の須田市次郎は、両国の盛り場でスリに狙われた老人を助けたことから、スリの一味の鼬の吉蔵と対立し、役人に見とがめられて近くの水茶屋に飛び込んだ。娘お町の手引きで一旦は逃げたものの、初めて刀を抜いた市次郎は剣への妖しい誘惑に駆り立てられるのだった。そして市次郎を「稚児の剣法」と嘲笑した傲慢な旗本、羽鳥完左衛門への反抗心から、夜の辻で誤って人を殺してしまう。
そのころお町は鼬の吉蔵のために芸者に売られ、あわや落花の絶体絶命、そこへ市次郎が駆け付け吉蔵を斬り、お町を救ってみせる。だが、誤って殺した人がお町の父親と知り、悩む市次郎だった。いつしか二人は愛し合うが、やがて市次郎は姿を消す。恋しい市次郎を探して江戸をさまようお町は、かねてお町に執心の羽鳥たち悪旗本に連れ去られようとする。
たまたまそこへ通りかかった市次郎は「見覚えのあるお歴々、いつぞや両国の橋の上でお目にかかった若造だ。稚児の剣法とくと御覧あれ」と叫び、あっぱれ手練を見せる。
こうして悪旗本たちをなで斬りにした市次郎だが、お町も怪我を負い、その父を殺した罪と殉愛のため、市次郎は自刃し、物語は終わりを告げる。

## 概要
マキノ・プロダクションから独立した衣笠貞之助が衣笠映画聯盟を結成し、松竹下賀茂撮影所で撮影した林長二郎（長谷川一夫）の主演デビュー作。
公開時のキャッチコピーは「剣劇の一大革命来る!!!　関西劇壇の寵児 長丸改め林長二郎映画界に入る!!!」
1926年（大正15年）4月、衣笠監督は当時の貨幣価値で1万円超の大金をかけて第1作『狂つた一頁』を制作し、東京まで一人でこのフィルムを担いで売り込みに来たが、どの映画会社からも買い手がつかなかった。だがこのなか、松竹キネマの大谷竹次郎社長は衣笠監督の意気に感じ、このフィルムを買い取ったうえ、京都の下賀茂撮影所での時代劇製作を勧めてくれた。
この頃、松竹は現代劇は人気があったが、蒲田で作る時代劇が一向にパッとしなかった。そこで、蒲田に代えて京都の下賀茂での時代劇製作に注力しはじめていた。昭和二年早々から、上方歌舞伎の鴈治郎一座から女形の林長丸を抜擢して「林長二郎」と改名させ、当時の金で二万円という莫大な宣伝費をかけて、長二郎を一気にスターダムに押し上げることとした。
衣笠監督は大谷社長の勧めで、松竹下賀茂撮影所の白井信太郎所長のもとに衣笠映画聯盟が誕生し、時代劇映画の下請け制作を始め、この下賀茂で日活やマキノを脅かす時代劇を制作していくこととなる。
本作は『狂つた一頁』の脚本を川端康成らとの共同で執筆した助監督の犬塚稔が書き下ろしたオリジナル脚本を、犬塚自身が監督することで製作は開始した。白井所長はチャンバラの本場京都でいつまでも日活やマキノをのさばらせてはおけぬと、まず新人の脚本家犬塚稔に、長二郎主演作としてオリジナル物のチャンバラ映画の脚本執筆を命じた。犬塚は三日でこれを書きあげ、これを気に入った白井所長は犬塚をこの作品の監督に抜擢。さらにキャメラマンには、犬塚の推薦で衣笠監督とは旧知の円谷英一が抜擢されたのである。こうして犬塚、林、円谷という新人トリオによって本作は制作される運びとなった。この円谷英一とは、のちの東宝の特技監督であり、円谷特技プロダクション創始者の円谷英二である。
円谷によると当時、衣笠映画聯盟は松竹の下請け映画を作っていたが、キメテになるスターがおらず、「一年の間になんとかして売り出せるスターを作らなければ」というのが衣笠監督の悲願であり、「我々（円谷ら）の首にもつながる問題であった」という。その一年の悲願の期日も近づいた二月の寒い日に、京都の宇治橋で撮影が始まったが、「長谷川君のことと云えば、必ず私の脳裡に最初に浮かぶのはこの日のことである」と述懐するほどに、まだデビューに不安のあった長谷川の稚児姿は、そんな不安を払拭するほど美しかったという。これを見て「これは大スターになる」と「私なりに強い程自信が持てた」という円谷は、本作への意気込みについて「だからこの第一作にかけた私の情熱も強かった。犬塚君も同様だった」と語っている。
1927年（昭和2年）2月の半ば過ぎに本作の撮影は完成し、同年3月19日、松竹キネマの配給により、東京・浅草公園六区の電気館等で公開された。併映作品は、安田憲邦・山上紀夫共同監督、阪東妻三郎主演による阪東妻三郎プロダクション製作作品『大義』であった。本作は大ヒットし、新スター・林長二郎の売り出しに成功するとともに、衣笠映画聯盟の貧困に耐えたスタッフ・キャストも潤うこととなった。

### 長谷川一夫による解説
主役の長谷川、監督の犬塚、キャメラマンの円谷は、本作で「新人三人組」と呼ばれた。「夢の場」などでは、特殊技術に凝っていた円谷は長谷川に「ここに人がいるような顔をして切ってくれ」と指示して、何もない空間を切らせてタイムを計算し、次に切られる人物をはめ込んでいった。当時キャメラは手廻し式で、当時はすばらしく新しい試みだったといい、そういうことを最初に教えてくれ、そして自分も覚えていったのが円谷だったという。
本作のロケは宇治から始まった。大・小道具の係は皆、「衣笠映画聯盟」のシンボルマークであるフクロウを描いた半纏を着、銀紙を貼った照明板の裏にもフクロウの絵がついていた。このフクロウの絵は、少人数だった衣笠映画聯盟が夜間撮影の連続だったことにちなんでいる。
長谷川は、犬塚の演技の註文（原文ママ）と円谷のキャメラの枠中での動きの註文、その枠の中で今まで勉強してきたものをどう生かすかに全力を集中したといい、また撮影スケジュールは最初から無我夢中でやるよりほかはないという強行軍で、当時の時代劇では1/10ほどチャンバラを入れなければ客が承知せず、その撮影にかなりの時間を割いたという。
また長谷川は、鴈治郎一座で習った歌舞伎の殺陣よりもリアルで動きの速い映画のチャンバラに「ビックリした」といい、芝居の間とは違う、フィルムの回転数の間があるときびしく言われ、監督のイメージにするため懸命だったと語っている。
本作は三週間で完成し、長谷川も犬塚も完成試写を見たがったが、考える間もなく『お嬢吉三』の撮影に入った。このため第一回作品の評価を受けないまま過ごさなければならないのは大変不安だったという。
松竹では新人の林長二郎を、初めての犬塚稔監督で出すより、衣笠監督の『お嬢吉三』でのデビューを考えていたが、「花の三月は『稚児の剣法』で出した方が良いのではないか」との意見に変わってきたため、大阪本社での試写が急に決まった。その日長谷川が撮影所の食堂で好物の白玉汁粉を食べていると食堂の前を犬塚が大きな荷物を重たそうに運んで通っていく。長谷川が「先生、どないしやはったんどす、えらい大きな荷物どすな」と声をかけると、「君が命をかけてとったフィルム（『稚児の剣法』）だよ」と答え、今から大阪の本社へ持って行くところだという。「それやったら私も見とうおます。一緒に連れて行っとくなはれ」「ああいいとも」と、長谷川は片方のフィルムのカバンを持って犬塚と本社へ向かった。長谷川は「現在では考えられないほど悠長な時代だった」と振り返っている。
大阪南区久左衛門町の松竹本社試写室では封切館店主や支配人が大勢待ち受けており、やがて試写が始まった。ドキドキ心臓が脈打ち、恥ずかしい気持ちでいるうちにアッという間に一時間余りが過ぎていった。試写が終わったとき、長谷川は表に飛び出してしまい、追いかけてきた犬塚から「長さん（長は長二郎の長）、成功だったよ、大変な評判だよ、『稚児の剣法』を先に封切るそうだ」と聞かされてはじめて我に返ったという。長谷川は思わず犬塚の手を握り、また犬塚も「おめでとう」と手を握り返してくれた。
犬塚は「お祝いに乾杯したい」と言い出し、下戸の長谷川も付き合うことにした。犬塚は「テヘラ亭も呼ぼう」と言い出した。この「テヘラ亭」とは円谷のことで、「一杯ひっかけるとテヘラテヘラと笑うことからついたニックネームだった。「当時は道頓堀は赤い灯、青い灯のカフェー全盛期で、三人は紅灯の巷で一夜を送ったものです」。

## 作品の現状
本作の上映用プリントは、現在、東京国立近代美術館フィルムセンターには所蔵されておらず、マツダ映画社はそのリストに本作の題名が見当たらない。現時点では、鑑賞することの不可能な作品である。

## スタッフ・作品データ
クレジットおよびデータは日本映画データベースの本項参照。
- 監督・原作・脚色 : 犬塚稔
- 撮影 : 円谷英一（円谷英二）

- 製作 : 衣笠映画聯盟、松竹下加茂撮影所
- 上映時間（巻数 / メートル） : 66分[14]（6巻 / 1,829メートル）
- フォーマット : 白黒映画 - スタンダードサイズ（1.37:1） - サイレント映画
- 初回興行 : 浅草・電気館

## キャスト
- 林長二郎 - 須田市次郎
- 喜曽十三郎 - 惣五郎
- 高松恭助 - 鼬の吉蔵
- 坪井哲 - 森川武四郎
- 南圭介 - 寺野利右衛門
- 関操 - 角助
- 岡島艶子 - お町
- 相馬一平 - 羽鳥完左衛門
- 阿坂草之助 - 倉田清兵衛

## 註
1. ↑  長谷川一夫、日本映画データベース、2010年3月10日閲覧。
2. ↑  犬塚稔、日本映画データベース、2010年3月10日閲覧。
3. 1 2 3 4  『日本映画発達史 II 無声からトーキーへ』、田中純一郎、中公文庫、1976年1月10日 ISBN 4122002966, p.65-71.
4. 1 2  『舞台、銀幕六十年』（長谷川一夫、日本経済新聞社刊、昭和48年）
5. 1 2  『日本映画の若き日々』（稲垣浩、毎日新聞社）
6. ↑  『あゝ活動大写真　グラフ日本映画史　戦前篇』（朝日新聞社刊）
7. ↑  『夢は大空を駆けめぐる 恩師・円谷英二伝』（うしおそうじ、角川書店）
8. ↑  『キネマ旬報日本映画作品大鑑』（昭和35年11月）
9. 1 2  稚児の剣法、日本映画データベース、2010年3月10日閲覧。
10. ↑  大義、日本映画データベース、2010年3月10日閲覧。
11. ↑  『円谷英二　日本映画界に残した遺産』「デビューの仲間円谷英二」長谷川一夫、（小学館）
12. ↑  所蔵映画フィルム検索システム、東京国立近代美術館フィルムセンター、2010年3月10日閲覧。
13. ↑  主な所蔵リスト 劇映画＝邦画篇、マツダ映画社、2010年3月10日閲覧。
14. ↑  Film Calculator換算結果、コダック、2010年3月10日閲覧。